# Pembroke (Malta)
Pembroke is een jonge plaats en gemeente aan de noordelijke kust van Malta. Ten oosten ervan ligt Paceville, Malta's uitgaanscentrum; ten zuidoosten de toeristische kustplaats St. Julian's en in het zuiden ervan bevindt zich de woonplaats Swieqi. De oppervlakte van Pembroke bedraagt 2,3 vierkante kilometer, waarop 2916 inwoners wonen (november 2005).
Pembroke is vernoemd naar Robert Henry Herbert, de twaalfde Graaf van Pembroke. De plaats werd gesticht door de Ridders van Sint Jan van Jeruzalem, die twee uitkijktorens bouwden aan de kust ter verdediging van de Grote Haven. De Britten zorgden voor de fortificatie van de plaats en bouwden er tussen 1859 en 1862 de eerste kazernes. Fort Pembroke werd gebouwd van 1875 tot 1878; later werd ook nog de Pembroke Battery gebouwd (1897-1899). Tijdens de Tweede Wereldoorlog werden Duitse krijgsgevangenen vastgehouden in dit Fort; zij bouwden tijdens hun verblijf een kleine kapel waar door de Britse soldaten werd gebeden. De laatste Britten verlieten Pembroke in 1979. Tegenwoordig bevindt zich in het Fort een internationale school.
Gedurende de jaren 80 werden de barakken omgebouwd tot een vakantiecomplex; het succes hiervan bleef volledig uit. Na deze flop begon de regering met de verkoop van stukken land, waarvan de eerste in 1986 werden bebouwd. Deze bebouwing groeide uit tot een relatief schoon en veilig dorpje waar vooral in de zomermaanden veel deelnemers aan taalcursussen wonen.
Tijdens de jaarlijkse festa van Pembroke wordt de dood en wederopstanding van Jezus gevierd.